# Iwan Dunin
Iwan Pietrowicz Dunin Borkowski (ros. Иван Петрович Дунин), (ur. 1752, zm. prawdopodobnie w 1806) – rosyjski generał kawalerii od 1797, generał-lejtnant od 1793, generał-major od 1789.

## Życiorys
Pochodził ze szlacheckiej rodziny Duninów herbu Łabędź. W wojsku zaczął służyć w wieku 13 lat. Walczył w wojnie rosyjsko-tureckiej 1787-1792. Brał udział w bitwie pod Oczakowem. W 1789 mianowany generałem-majorem, a w 1793 generałem-lejtnantem. W wojnie polsko-rosyjskiej 1792 dowódca jednego z korpusów rosyjskich w składzie armii generała  Michaiła Kachowskiego.
W 1794 dowódca 1. części głównego korpusu wojsk rosyjskich w Polsce. 1796-1797 inspektor kawalerii prowincji Jekarierinosławskiej i Taurydzkiej. 1796-1798 szef 3. Pułku Huzarów w Jekarierinosławiu. W grudniu 1797 mianowany generałem kawalerii. Był odznaczony Orderem Świętego Aleksandra Newskiego (1793), Orderem Świętej Anny I klasy (1789) i Orderem Świętego Jerzego IV klasy (1789).

## Nawiązania w kulturze

### Film
- Postać Iwana Dunina występuje w polskim filmie Kos, reżyserii Pawła Maślony.